# Rockhurst University
La Rockhurst University è un'università privata di indirizzo cattolico con sede a Kansas City, nello stato americano del Missouri.
Il Rockhurst College fu fondato nel 1910 dai gesuiti sotto la guida di padre Michael Dowling. In origine l'iscrizione ai suoi corsi erano riservati agli studenti di sesso maschile, ma nel 1969 iniziarono ad essere ammesse anche le studentesse. Il college fu elevato al rango di university nel 1999.